# Dracogyra
Dracogyra is een geslacht van weekdieren uit de klasse van de Gastropoda (slakken).

## Soort
- Dracogyra subfusca C. Chen, Y.-D. Zhou, C.-S. Wang & Copley, 2017